# محمد مشایخی
محمد مشایخی (۱۲۹۳-درگذشته بین ۱۳۸۹ و ۱۳۹۲) پژوهشگر و حقوق‌دان ایرانی بود.
او برای نگارش کتاب آموزش و پرورش تطبیقی در سال ۱۳۴۹ برندهٔ جایزه سلطنتی کتاب سال شد.
او مدتی رئیس دانشسرای عالی بود.
او فرزند محمدباقر مشایخی و برادر مرتضی مشایخی است.

## آثار
- آم‍وزش و پ‍رورش ت‍طب‍ی‍ق‍ی: س‍ازم‍ان و اداره آم‍وزش و پ‍رورش در ک‍ش‍وره‍ای م‍خ‍ت‍ل‍ف ج‍ه‍ان‌
- ت‍اری‍خ ت‍رب‍ی‍ت/ اث‍ر روژه گ‍ال؛ ت‍رج‍م‍ه م‍ح‍م‍د م‍ش‍ای‍خ‍ی.
- ت‍اری‍خ ف‍ره‍ن‍گ و ت‍رب‍ی‍ت در اروپ‍ا/ ت‍ال‍ی‍ف ام‍ی‍ل دورک‍م؛ م‍ت‍رج‍م م‍ح‍م‍د م‍ش‍ای‍خ‍ی، ب‍ا گ‍ف‍ت‍ار م‍ت‍رج‍م درب‍اره س‍ی‍ر ف‍ره‍ن‍گ و ت‍رب‍ی‍ت در ای‍ران
- ت‍رب‍ی‍ت م‍ع‍ل‍م در پ‍ن‍ج‍اه س‍ال ش‍اه‍ن‍ش‍اه‍ی پ‍ه‍ل‍وی
- ت‍ع‍ل‍ی‍م‍ات اج‍ت‍م‍اع‍ی ۱ [ک‍ت‍اب‍ه‍ای درس‍ی] دوره راه‍ن‍م‍ای‍ی ت‍ح‍ص‍ی‍ل‍ی، م‍رح‍ل‍ه دوم ت‍ع‍ل‍ی‍م‍ات ع‍م‍وم‍ی